# 海梅·拉莫·德埃斯皮诺萨
海梅·拉莫·德埃斯皮诺萨·米歇尔斯·德昌波尔辛（西班牙語：Jaime Lamo de Espinosa y Michels de Champourcin，1941年—），第十三代米拉索尔侯爵，是西班牙经济学家，政治家，民主转型时期的农业大臣。

## 生平
1941年生于马德里。他的父亲是佛朗哥时代的农业部副部长。毕业于马德里大学工程学院（现马德里理工大学），获经济学执业学位和农业工程博士学位。在巴伦西亚大学农业工程学院教授经济学课程。
1972年开始在农业部工作。1976年7月成为农业部国务秘书，是农业大臣费尔南多·阿夫里尔·马托雷尔的副手。
1978年2月出任农业大臣。任期内，他扩大烟草种植，增加就业岗位。在他的政策下，1980年西班牙农业产量增长了7%，超出预期的3.9%。在国际方面，他于1978年10月当选联合国粮农组织欧洲大会第一副主席。1979年6月当选联合国粮农组织大会主席，任期两年。
1981年12月至1982年底担任民主中間聯盟在众议员发言人。1982年大选失利后退出政坛。
1987年继承“米拉索尔侯爵”头衔。1988年继承“弗里尼亚尼-弗里涅斯塔尼男爵”头衔。
2002年5月就任凱捷西班牙分公司总裁。

## 荣誉
- 大十字级天主教伊莎贝尔勋章（2002年）[12]
- 海梅一世国王奖经济学奖（1999年）[13]
- 大十字级卡洛斯三世勋章（1982年）[14]
- 大十字级民事功勋勋章（1973年）[15]